# Channa punctata
Channa punctata es una especie de pez del género Channa, familia Channidae. Fue descrita científicamente por Bloch en 1793.
Se distribuye por Asia: Afganistán, Pakistán, India, Sri Lanka, Nepal, Bangladés, Birmania y Yunnan en China. La longitud total (TL) es de 31 centímetros. Habita en estanques, pantanos, aguas salobres y arroyos fangosos y se alimenta de gusanos, insectos y pequeños peces.
Está clasificada como una especie marina inofensiva para el ser humano.